# پارامون
پارامون (به بلغاری: Paramun) یک منطقهٔ مسکونی در بلغارستان است که در استان پرنیک واقع شده‌است. پارامون  ۵۶ نفر جمعیت دارد و ۹۱۷ متر بالاتر از سطح دریا واقع شده‌است.